# Dompierre-sur-Besbre (tổng)
Tổng Dompierre-sur-Besbre là một tổng ở tỉnh Allier trong vùng Auvergne.

## Địa lý
Tổng này được tổ chức xung quanh Dompierre-sur-Besbre thuộc quận Moulins. Độ cao thay đổi từ 207 m (Diou) đến 307 m (Saligny-sur-Roudon) với độ cao trung bình 242 m.

## Hành chính
| Giai đoạn | Ủy viên       | Đảng | Tư cách                         |
| --------- | ------------- | ---- | ------------------------------- |
| 28        | Roland Fleury | PS   | ủy viên hội đồng đô thị Molinet |

## Các đơn vị cấp dưới
Tổng Dompierre-sur-Besbre gồm 9 xã với dân số là 9 127 người (điều tra năm 1999, dân số không tính trùng)
| Xã                        | Dân số | Mã bưu chính | Mã insee |
| ------------------------- | ------ | ------------ | -------- |
| Coulanges                 | 308    | 03470        | 03086    |
| Diou                      | 1 553  | 03290        | 03100    |
| Dompierre-sur-Besbre      | 3 477  | 03290        | 03102    |
| Molinet                   | 1 159  | 03510        | 03173    |
| Monétay-sur-Loire         | 340    | 03470        | 03177    |
| Pierrefitte-sur-Loire     | 534    | 03470        | 03207    |
| Saint-Pourçain-sur-Besbre | 426    | 03290        | 03253    |
| Saligny-sur-Roudon        | 766    | 03470        | 03265    |
| Vaumas                    | 564    | 03220        | 03300    |

## Biến động dân số
| 1962                                                     | 1968   | 1975   | 1982   | 1990  | 1999  |
| -------------------------------------------------------- | ------ | ------ | ------ | ----- | ----- |
| 9 701                                                    | 10 651 | 10 633 | 10 289 | 9 834 | 9 127 |
| Nombre retenu à partir de 1962 : dân số không tính trùng |        |        |        |       |       |